# Perifrază (lingvistică)
„Perifrază” este, la origine, un termen din retorică. În acest domeniu face parte din categoria figurilor de stil și denumește un grup de cuvinte care înlocuiește un singur cuvânt cu același sens, cu diferite scopuri. Unul din acestea este realizarea expresivității. Exemple pentru aceasta sunt, în limba engleză, the Emerald Isle „insula de smarald” pentru Irlanda, în franceză, la Ville Lumière „orașul lumină” pentru Paris sau la grande bleue (literal „marea (adjectiv) albastră”) pentru „mare”, în maghiară, Árpád fiai „fiii lui Árpád” pentru „maghiarii”. Perifraza mai poate fi folosită cu scop ironic, (ex. a trage la măsea pentru „a fi bețiv”), eufemistic (fr  Il est parti pour un monde meilleur „A plecat într-o lume mai bună” pentru „a murit”) ori pentru a înlocui un cuvânt considerat necuviincios sau tabu: a-și face nevoile.
În lingvistică, termenul „perifrază” s-a adoptat și cu sensul din retorică, dar și într-un sens mai larg. În primul rând, sunt incluse aici toate tipurile de locuțiuni. În al doilea rând, termenul se aplică și tuturor formelor gramaticale analitice în contrast cu cele sintetice. Această aplicare pornește de la un punct de vedere diacronic (referitor la istoria limbii), înlocuirea unei forme sintetice cu una analitică pentru exprimarea aceluiași înțeles gramatical corespunzând cu definiția inițială a perifrazei (grup de cuvinte care înlocuiește un singur cuvânt). Astfel, de exemplu, în franceză, j’ai fait „(eu) am făcut” îi corespunde lui feci din limba latină.
Având în vedere cele de mai sus, se pot deosebi perifraze lexicale și perifraze gramaticale (morfologice).

## Perifraze lexicale
În gramaticile unor limbi, cum este româna sau franceza, pentru perifrazele lexicale există un termen aparte, „locuțiune”. Aceasta este un grup de cuvinte cu sens lexical unitar, care se comportă din punct de vedere gramatical ca o singură parte de vorbire. Există locuțiuni pentru aproape toate părțile de vorbire.

## Perifraze gramaticale
Perifrazele gramaticale sunt numite altfel forme gramaticale analitice. Ele exprimă mai ales categorii gramaticale ale verbului, dar și ale altor părți de vorbire.

### Perifraze verbale
Formele verbale perifrastice, numite și compuse, se formează cu verbe auxiliare și semiauxiliare.

#### Perifraze modale și temporale
În română, o formă modală și totodată temporală este perifrastică (condiționalul prezent – aș vorbi), iar majoritatea celorlalte forme temporale sunt tot perifrastice, de exemplu perfectul compus (am vorbit) sau cele de viitor: voi vorbi.
În franceză sunt relativ multe forme temporale perifrastice. În gramaticile acestei limbi se numesc timpuri compuse cele principale, formate cu verbele auxiliare avoir „a avea” și être „a fi”, la care se adaugă forma de participiu trecut a verbului cu sens lexical. Așa este, de pildă, perfectul compus, ex. Nous avons bien ri „Am râs bine”, Le train est parti „Trenul a plecat”. Numai celelalte sunt numite forme perifrastice, care sunt formate cu așa-numite verbe semiauxiliare și cu verbul cu sens lexical la infinitiv. Astfel este, de exemplu, viitorul numit „apropiat”: Le bébé va s’endormir „Copilașul o să adoarmă”.
În engleză, în afară de două forme temporale (prezentul simplu și trecutul simplu), toate celelalte sunt perifrastice: prezentul continuu (We are playing cards now „Chiar acum jucăm cărți”), trecutul continuu (We were playing cards at the time „Chiar atunci jucam cărți”) etc..
Și în limbile din diasistemul slav de centru-sud există forme modale și temporale perifrastice: condiționalul prezent (Morali bismo ga pośetiti „Ar trebui să-l vizităm”), perfectul (Jeste li čuli? „Ați auzit?”), viitorul: Jednog dana on će završiti studije „Într-o bună zi își va termina studiile” etc.
În maghiară sunt numai două asemenea forme: viitorul (élni fog „va trăi”) și condiționalul trecut: kért volna „ar fi cerut”.

#### Perifraze ce exprimă diateze, aspecte, modalități și sensuri pragmatice
În limbile romanice, de exemplu, diateza pasivă se formează perifrastic, cu verbul auxiliar „a fi” și participiul verbului cu sens lexical: ro  Cărțile vor fi puse la loc, fr  Le vaccin contre la rage a été découvert par Pasteur „Vaccinul împotriva turbării a fost descoperit de Pasteur”.
Alte perifraze verbale sunt de aspect. Ele exprimă fr :
- începutul acțiunii:

- En entandant cette histoire, tout le monde s’est mis à rire „Auzind povestea asta, toată lumea s-a pus pe râs”;
- Il était sur le point de se coucher, lorsque nous sommes arrivés „El era pe punctul de a se culca atunci când am ajuns noi”;

- desfășurarea acțiunii: Ne dérange pas Stanislas ! Il est en train de travailler „Nu-l deranja pe Stanislas! Acum tocmai lucrează”;
- sfârșitul acțiunii:

- Au bout de trois jours, la pluie a enfin cessé de tomber „După trei zile, ploaia a încetat în sfârșit” (literal „… a încetat să cadă”);
- Tu peux prendre le journal. J’ai fini de le lire „Poți lua ziarul. L-am terminat de citit”.

Unii lingviști includ printre cele aspectuale și perifrazele numite factitive sau cauzative, care exprimă participarea indirectă a subiectului la acțiune. Uneori, acțiunea este cauzată de subiect. În acest caz, verbul semiauxiliar este echivalent cu „a face”: fr  L’opium fait dormir „Opiumul te face să dormi”, Il fait faire ses costumes à Londres „Își face costumele la Londra”, en  She makes him eat „Îl face să mănânce”. Alteori se exprimă faptul că acțiunea este doar neîmpiedicată de subiect, cu verbul semiauxiliar echivalent cu „a lăsa”: fr  Sa mère l’a laissé dormir jusqu’à dix heures „Maică-sa l-a lăsat să doarmă până la ora zece”, Il a laissé battre son petit frère „A lăsat să-i fie bătut frățiorul”.
În engleză, formele temporale continue (vezi mai sus) exprimă în același timp și aspectul continuu (acțiune în desfășurare).
În maghiară există de asemenea o perifrază de aspect, cu verbul semiauxiliar szokott (cu sensul lexical „obișnuia”), care exprimă o acțiune repetată din timp în timp, fie în trecut, fie în prezent, deși are numai formă de trecut, momentul acțiunii putând fi dedus din context : Esténként olvasni szokott „Seara, de obicei citea/citește”.
Perifrazele numite de modalitate exprimă modul în care vorbitorul privește acțiunea cuprinsă în propriul său enunț (ca obligatorie, probabilă, posibilă, eventuală etc.):
- acțiune aproape realizată: ro  era să cadă[7], fr  Nous avons failli réussir „Puțin a lipsit să reușim”[23];
- acțiune întâmplătoare: hu  Ha el találod árulni a titkot, megharagszom „Dacă trădezi cumva secretul, mă supăr”[22];
- acțiune voită: ro  vrea să zică[7], fr  Je veux savoir „Vreau să știu”[23];
- aparență: fr  Le temps semble s’améliorer „Vremea pare să se îmbunătățească”[23];
- capacitatea de a face ceva: ro  pot să cânt, pot cânta[7], fr  Cet avion pourra transporter plus de 700 passagers „Avionul acesta va putea transporta peste 700 de pasageri”[24];
- eventualitate: fr  Attention ! Il a neigé, on peut glisser „Atenție! A nins, se poate aluneca”[24], en  We may have problems „S-ar putea să avem probleme”[25];
- obligație, necesitate: ro  trebuie să vorbesc, trebuie vorbit, am a spune, am de spus, e de spus[7], fr  Tu dois t’excuser / Tu as à t’excuser „Trebuie să te scuzi”, Il faut lui pardonner „(El) trebuie iertat”[26];
- posibilitate: sr  Ja ovde mogu studirati/da studiram „Aici pot să studiez”[27];
- probabilitate: fr  Quelle chaleur ! Il doit faire au moins 35 °C „Ce căldură! Trebuie să fie cel puțin 35°”[19];

Un exemplu de perifrază pragmatică este, în maghiară, cu verbul semiauxiliar tetszik (sens lexical „a plăcea”), folosită de obicei pentru exprimarea politeții față de o persoană mai în vârstă: Tetszett már venni a süteményből? „Ați luat deja prăjitură?” (literal „V-a plăcut deja a lua prăjitură?”).

### Gradele de comparație
În unele limbi toate, în altele unele grade de comparație ale adjectivelor și adverbelor sunt exprimate analitic, deci perifrastic. În română toate sunt așa: mai înalt, la fel de / tot așa de / tot atât de înalt, mai puțin înalt, cel mai înalt, cel mai puțin înalt.
În franceză de asemenea, toate gradele de comparație se exprimă perifrastic, excepții fiind comparativul și superlativul relativ al câtorva adjective și adverbe: plus facile „mai ușor”, aussi facile „la fel de ușor”, moins facile „mai puțin ușor”, le plus grand „cel mai mare”, la moins chère „cea mai puțin scumpă”.
În engleză, gradele de comparație ale celor mai multe adjective și adverbe sunt perifrastice (ex. more interesting „mai interesant”), unele au comparativul de superioritate și superlativul relativ de superioritate numai sintetice, adică formate cu sufixe (bigger „mai mare”), iar câteva le pot avea formate cu ambele procedee: more happy sau happier „mai fericit”, the most happy sau the happiest „cel mai fericit”.
În maghiară, numai comparativul de egalitate, cel de inferioritate și superlativul relativ de inferioritate sunt construite perifrastic: kevésbé rossz „mai puțin rău” ugyanolyan rossz „la fel de rău”, a legkevésbé jó „cel mai puțin bun”.